# La Drôme Classic
La Drôme Classic je jednodenní cyklistický závod konaný v departementu Drôme ve Francii. Závod je součástí víkendu závodění známého jako Boucles du Sud Ardèche, společně se závodem Classic Sud-Ardèche.
Závod se koná od roku 2013 jako součást UCI Europe Tour na úrovni 1.1. První ročník závodu, jenž se měl konat 23. února 2013, musel být zrušen kvůli sněžení. V roce 2020 se stal závod součástí nově vzniklé UCI ProSeries.

## Seznam vítězů
| Rok  | Země                  | Jezdec                | Tým                          |
| ---- | --------------------- | --------------------- | ---------------------------- |
| 2013 | Nejelo se kvůli sněhu | Nejelo se kvůli sněhu | Nejelo se kvůli sněhu        |
| 2014 | Francie               | Romain Bardet         | Ag2r–La Mondiale             |
| 2015 | Francie               | Samuel Dumoulin       | AG2R La Mondiale             |
| 2016 | Česko                 | Petr Vakoč            | Etixx–Quick-Step             |
| 2017 | Belgie                | Sébastien Delfosse    | WB Veranclassic Aqua Protect |
| 2018 | Francie               | Lilian Calmejane      | Direct Énergie               |
| 2019 | Francie               | Alexis Vuillermoz     | AG2R La Mondiale             |
| 2020 | Austrálie             | Simon Clarke          | EF Pro Cycling               |
| 2021 | Itálie                | Andrea Bagioli        | Deceuninck–Quick-Step        |
| 2022 | Dánsko                | Jonas Vingegaard      | Team Jumbo–Visma             |
| 2023 | Francie               | Anthony Perez         | Cofidis                      |
| 2024 | Švýcarsko             | Marc Hirschi          | UAE Team Emirates            |
| 2025 | Španělsko             | Juan Ayuso            | UAE Team Emirates XRG        |